# Kolijärvi (sjö i Finland)
Kolijärvi är en sjö i Finland. Den ligger i kommunen Pudasjärvi i landskapet Norra Österbotten, i den centrala delen av landet, 600 km norr om huvudstaden Helsingfors. Kolijärvi ligger 108,2 meter över havet. Den ligger vid sjön Saunajärvi. Arean är 56,3 hektar och strandlinjen är 3,12 kilometer lång. Sjön  ingår i Ijo älvs huvudavrinningsområde. 
I övrigt finns följande vid Kolijärvi:
- Saunajärvi (en sjö)